# Jean-Baptiste Mendy
Pour les articles homonymes, voir Mendy.
Jean-Baptiste Mendy, né le 16 mars 1963 à Dakar (Sénégal) et mort le 31 août 2020 à Paris (France), est un boxeur français.
Il est sacré champion du monde WBC et WBA des poids légers en 1996 et en 1998.

## Carrière
Jean-Baptiste Mendy fait ses débuts professionnels le 15 janvier 1983. Il est entraîné par Ouari Amri, son manager étant Michel Acariès.
Il bat aux points le 13 avril 1984 l'ancien champion de France des super-légers, Tony Vivarelli. Il est sacré champion de France des légers le 31 mai 1991 (en battant Angel Mona par KO technique à la 1re reprise à Échirolles). Il est ensuite sacré champion d'Europe des légers du 27 mai 1992 (battant Antonio Renzo sur blessure à la 9e reprise à Creil) le 5 octobre 1993. Il abandonne alors son titre européen pour se consacrer à une chance mondiale (défaite le 29 mars 1994 face à Miguel Ángel González).
Champion d'Europe des légers du 4 décembre 1994 en battant Racheed Lawal, par K.-O. technique à Thiais le 14 février 1995, il abandonne une nouvelle fois son titre européen pour se consacrer à une chance mondiale.
Il est sacré champion WBC des poids légers le 20 avril 1996, en battant l'Américain Lamar Murphy aux points à Levallois-Perret. Il perd contre l'Américain Stevie Johnston aux points à Paris  le 1er mars 1997. Il devient ensuite champion WBA des poids légers le 16 mai 1998 (battant Orzubek Nazarov aux points à Paris) le 10 avril 1999. Il perdra ensuite contre le Français Julien Lorcy par KO technique à la 6e reprise.
Son dernier combat est une victoire contre Pedro Garcia aux points le 8 avril 2000, à Paris.

## Mort
Jean Baptiste Mendy meurt le 31 août 2020 à l'âge de 57 ans des suites d'un cancer du pancréas fulgurant diagnostiqué en juin,.

## Palmarès
- 9 championnats d'Europe, 9 victoires (dont 6 avant la limite), du 27 mars 1992 au 14 février 1995
- 7 championnats du monde, 3 victoires, 4 défaites
- 67 combats, 55 victoires (dont 32 avant la limite), 3 nuls, 8 défaites, 1 sans décision